# Строката мухоловка
Строка́та мухоло́вка (Ficedula) — рід горобцеподібних птахів родини мухоловкових (Muscicapidae). Поширені в Старому Світі — представники зустрічаються в Європі, Азії та Африці. Інколи види цього роду відносять до роду Muscicapa. Рід є найбільшим у родині, нараховує понад 30 видів. У фауні України 3 види: мухоловка строката, мухоловка білошия і мухоловка мала. Деякі представники роду є мігруючими птахами, тоді як інші — осілі.
Представники роду Строката мухоловка мають струнку статуру та заокруглену форму голови. У багатьох випадках виражений статевий диморфізм — у забарвленні (самці можуть мати більш яскраве вбрання у порівнянні з самками).
У представників роду кладку насиджує тільки самка (у більшості інших родів родини — і самець і самка), яку самець активно годує в період відкладання яєць та їх інкубації. У випадках полігамії, коли самець спарюється з 2-3 самками, він допомагає вигодовувати потомство тільки основній своїй партнерці.
Для близьких видів цього роду — мухоловки строкатої (Ficedula hypoleuca) та мухоловки білошиєї (Ficedula albicollis) відомі випадки міжвидової гібридизації.

## Види
Виділяють 35 видів:
- Мухоловка даурська (Ficedula zanthopygia)
- Мухоловка зеленоспинна (Ficedula elisae)[5]
- Мухоловка жовтоспинна (Ficedula narcissina)
- Ficedula owstoni[6]
- Мухоловка соснова (Ficedula erithacus)
- Мухоловка тайгова (Ficedula mugimaki)
- Нільтава-крихітка (Ficedula hodgsoni)
- Мухоловка сірощока (Ficedula strophiata)
- Мухоловка сапфірова (Ficedula sapphira)
- Мухоловка ультрамаринова (Ficedula superciliaris)
- Мухоловка широкоброва (Ficedula westermanni)
- Мухоловка гімалайська (Ficedula tricolor)
- Мухоловка білоброва (Ficedula hyperythra)
- Мухоловка рудохвоста (Ficedula ruficauda)
- Мухоловка північна (Ficedula albicilla)[7]
- Мухоловка мала (Ficedula parva)
- Мухоловка кашмірська (Ficedula subrubra)
- Мухоловка кавказька (Ficedula semitorquata)
- Мухоловка строката (Ficedula hypoleuca)
- Мухоловка білошия (Ficedula albicollis)
- Мухоловка атласька (Ficedula speculigera)[8]
- Мухоловка індійська (Ficedula nigrorufa)
- Мухоловка білокрила (Ficedula dumetoria)
- Мухоловка танімбарська (Ficedula riedeli)[9]
- Мухоловка лусонська (Ficedula disposita)
- Мухоловка палаванська (Ficedula platenae)
- Мухоловка червоногорла (Ficedula rufigula)
- Мухоловка темноголова (Ficedula buruensis)
- Мухоловка бронзова (Ficedula harterti)
- Мухоловка тиморська (Ficedula timorensis)
- Мухоловка сиза (Ficedula basilanica)
- Мухоловка мінданайська (Ficedula crypta)
- Мухоловка острівна (Ficedula luzoniensis)[10]
- Мухоловка целебеська (Ficedula bonthaina)
- Мухоловка дамарська (Ficedula henrici)